# Туркмени
Туркмени (туркм. Türkmenler), такође познати и као Туркменистански Турци, су туркијски народ сродан Турцима, који претежно живи у Туркменистану, где чини око 85% становништва. Туркмени су већином исламске вероисповести, а говоре туркменским језиком, који спада у туркијску групу алтајске породице језика. Научници их сматрају потомцима огушких Турака.
Туркмена укупно има око 5.380.000, од тога у Туркменистану 2.975.000, Ирану 1.092.000, Авганистану 523.000.

## Галерија
- Туркменистан
- Туркмени у Авганистану